# The Waldos
The Waldos är ett hårdrock/punkband, stationerat i New York. Gruppens frontman är kultfiguren Walter Lure, som grundade The Heartbreakers tillsammans med gitarrlegenden Johnny Thunders. The Waldos har gett ut en officiell skiva.

## Biografi
The Waldos föddes i slutet av 1980-talet, som ett sidoprojekt för Heartbreakers-medlemmarna gitarristen/sångaren Walter Lure och basisten Tony Coiro. Andra medlemmar var trumslagaren Charlie Cox och gitarristen Joey Pinter. Vid sidan av Lure, var det Coiro som var den stora fixpunkten på scenen med sin charm, karisma och alldeles för stora kostymer i grälla färger.
The Waldos blev snabbt någon form av husband på klubben The Continental Divide, som senare skulle döpas om till The Continental. The Waldos var ett av banden som uppträdde på The Continentals avslutningskonsert år 2006, då den dåvarande ägaren beslöt att livemusiken på klubben skulle upphöra. Walter Lure fick äran att tillsammans med CJ Ramones dåvarande grupp uppföra den allra sista låten på The Continental. Sången var The Last Time av Rolling Stones.
Bandets uppställning skiftade genom åren - till stor del på grund av att många av medlemmarna dog - men Lure fortsätter än i dag som frontman, trots att alla andra medlemmar bytts ut. Bland medlemmarna och kollaboratörerna finns en stor rad av New Yorks rockpersonligheter, som Johnny Thunders, Sam Yaffa, Alison Gordy, Jesse Malin, Jerry Nolan och Michael Monroe.
Då Walter Lure inte sjunger och spelar gitarr, återvänder han till sin framgångsrika karriär som mäklare. Lure uppträdde på Gearfest i Stockholm den 23 juni 2007, kompad av medlemmar ur The Hellacopters.

## Medlemmar
Originalmedlemmar
- Walter Lure - sång, gitarr
- Tony Coiro - bas, sång
- Joey Pinter - gitarr
- Charlie Cox - trummor

Nuvarande medlemmar
- Walter Lure - sång, gitarr
- Ichuji Takanori - bas, sång
- Takto Nakai - gitarr
- Joe Rizzo - trummor

Övriga medlemmar och kollaborarörer
- Jeff West - trummor
- Daniel Rey - gitarr
- Stevie Klasson - gitarr
- Johnny Thunders - gitarr
- Kenny Margolis - keyboards
- Jamie Heath - saxofon
- Danny Ray - saxofon
- Sami Yaffa - bas
- Jesse Malin - sång
- Michael Monroe - sång, munharmonika
- Alison Gordy - sång
- Mike Zero - sång

## Diskografi
- Rent Party (1995)